# Římskokatolická farnost Bratrušov
Římskokatolická farnost Bratrušov je územní společenství římských katolíků s farním kostelem Všech svatých v děkanátu Šumperk.

## Historie farnosti
Farní kostel je pozdně renesanční stavbou z roku 1603.
Původně měl sloužit nekatolickým bohoslužbám; později však byl katolizován, v roce 1784 k němu byla přistavěna katolická fara.

## Duchovní správci
Od července 2009 je administrátorem excurrendo R. D. Mgr. Slawomir Sulowski.

## Bohoslužby
| Kostel        | Místo     | Bohoslužba (den) | Hodina | Poznámka     |
| ------------- | --------- | ---------------- | ------ | ------------ |
| Všech svatých | Bratrušov | neděle           | 10.30  | farní kostel |

## Aktivity ve farnosti
Ve farnosti se pravidelně koná tříkrálová sbírka. V roce 2016 se při ní vybralo 20 093 korun. 
Pro farnosti děkanátu Šumperk vychází měsíčník Tamtam. 